# Tucutí
Tucutí es un corregimiento del distrito de Chepigana en la provincia de Darién, República de Panamá. La localidad tiene 1.200 habitantes (2010).